# Пастушок аргентинський
Пастушок аргентинський (Pardirallus sanguinolentus) — вид журавлеподібних птахів родини пастушкових (Rallidae). Мешкає в Південній Америці.

## Опис
Довжина птаха становить 35 см. Верхня частина тіла бурувато-оливкова, нижня частина тіла сіра, нижня частина живота і гузка коричнюваті. Горло темне. Очі червоні, дзьоб зелений, біля основи червоний і синій, лапи червоні.

## Підвиди
Виділяють шість підвидів:

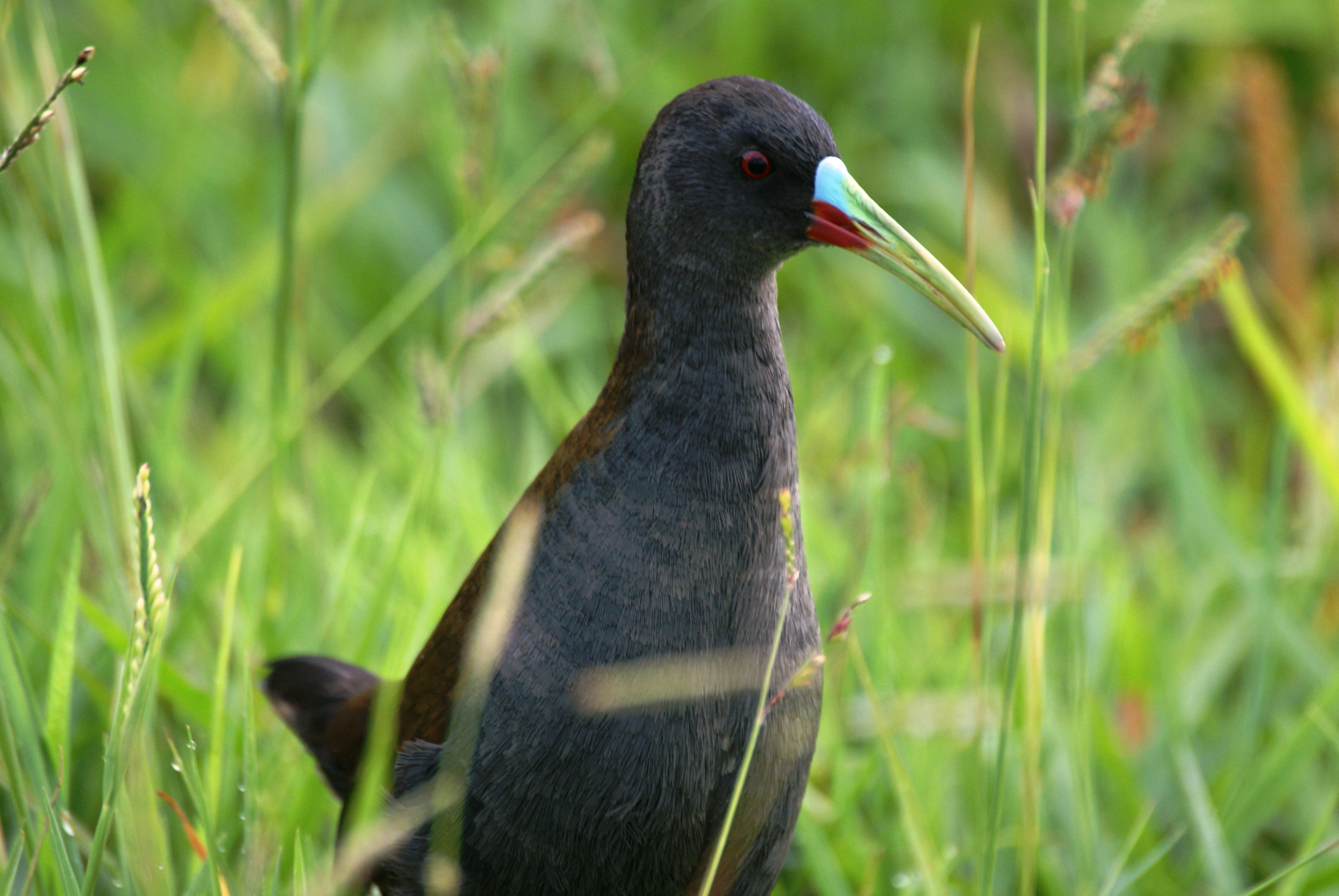
Світлогорлий пастушок (Національний парк Ігуасу, штат Парана, Бразилія)

- P. s. simonsi Chubb, C, 1918 — південь Еквадору, захід Перу і північ Чилі;
- P. s. tschudii Chubb, C, 1919 — Перу, центральна і південно-східна Болівія, зокрема, озеро Тітікака;
- P. s. zelebori (Pelzeln, 1865) — південно-східна Бразилія;
- P. s. sanguinolentus (Swainson, 1838) — крайній південний схід Бразилії, Парагвай, Уругвай, північ Аргентини;
- P. s. landbecki (Hellmayr, 1932) — центральне Чилі (від Атаками до Лос-Лагоса), південно-західна Аргентина;
- P. s. luridus (Peale, 1849) — південь Чилі і Аргентини (Вогняна Земля).

## Поширення і екологія
Аргентинські пастушки мешкають в Еквадорі, Перу, Болівії, Бразилії, Аргентині, Парагваї, Уругваї і Чилі. Вони живуть на болотах, на вологих луках та в очеретяних заростях на берегах водойм. Зустрічаються поодинці, парами або невеликими сімейними зграйками, в Андах на висоті до 4200 м над рівнем моря. Ведуть переважно присмерковий і нічний спосіб життя. Живляться прісноводними молюсками, дрібними крабами, личинками, черв'яками і комахами, а також насінням. Початок сезону розмноження різниться в залежності від регіону. В Перу гніздування припадає на жовтень, в Бразилії на листопад, в Уругваї воно триває з вересня по лютий, в Аргентині з жовтня по грудень, в Чилі з жовтня по січень, на Вогняній Землі в листопаді. В кладці від 4 до 6 кремових або охристих яєць, поцяткованих коричнюватими і червонуватими плямками.